# Eogypona kirbyi
Eogypona kirbyi är en insektsart som beskrevs av Melichar 1903. Eogypona kirbyi ingår i släktet Eogypona och familjen dvärgstritar. Inga underarter finns listade i Catalogue of Life.